# Алцак
Алцак (рос. Алцак) — улус Джидинського району, Бурятії Росії. Входить до складу Сільського поселення Алцацьке.
Населення — 402 особи (2015 рік).